# Epsilon Coronae Borealis
Epsilon Coronae Borealis (13 Coronae Borealis) é uma estrela na direção da constelação de Corona Borealis. Possui uma ascensão reta de 15h 57m 35.30s e uma declinação de +26° 52′ 40.9″. Sua magnitude aparente é igual a 4.14. Considerando sua distância de 230 anos-luz em relação à Terra, sua magnitude absoluta é igual a −0.10. Pertence à classe espectral K3III.